# Qusongite
La qusongite è un minerale la cui descrizione è stata pubblicata nel 2009 in base ad una scoperta avvenuta nella contea di Qusum (Qūsōng Xiàn), Tibet, Cina. Il minerale è stato approvato dall'IMA nel 2007 ed il nome è stato attribuito in riferimento alla località della scoperta.
La qusongite è un carburo di tungsteno perlopiù puro con alcune impurità di cromo, nichel e titanio. Un minerale con la stessa composizione è stato proposto all'IMA nel 1986 ma non fu approvato.

## Morfologia
La qusongite è stata scoperta sotto forma di grani irregolari o piatti di dimensione generalmente di 4-8µm ma fino a 0,2×0,3×0,25mm.

## Origine e giacitura
La qusongite è stata trovata nella cromitite podiforme nell'harzburgite dell'ofiolite di Luobusa associata con vari carburi metallici. Si presume che la qusongite sia stata trasportata, assieme agli altri carburi metallici, dal mantello terrestre da un pennacchio all'interno dell'ofiolite durante l'espansione del fondo oceanico.